# Milosrdni Samarijanac
Milosrdni Samarijanac naziv je Isusove prispodobe iz Novoga zavjeta.
Dolazeći iz Jeruzalema u Jerihon, Isus je po običaju ušao u sinagogu. Dok je naučavao, neki ga je pismoznanac iskušavao: "Učitelju, što mi je činiti, da život vječni baštinim? (Lk 10.25)". Isus je znao, da pismoznanac već zna odgovor prema Starome zavjetu pa ga zatraži da mu i kaže. Pismoznanac odgovori: "Ljubi Gospodina Boga svojega iz svega srca svoga, i svom dušom svojom, i svom snagom svojom, i svim umom svojim, i svoga bližnjega kao sebe samoga! (Lk 10,27)." Isus mu odgovori, da je dobro rekao pa neka tako i čini. Pismoznanac zapita: "A tko je moj bližnji? (Lk 10,29)."  Židovi su za svoje bližnje držali druge Židove i pripadnike drugih naroda, ako su živjeli sa Židovima i poštivali ih. Bližnjima nisu smatrali krivovjernike, doušnike i otpadnike. Samarijance nisu smatrali bližnjima, jer su im bli neprijatelji, pogotovo nakon što su Samarijanci između 6. i 9. godine poslije Krista prosipali ljudske kosti na hramskom trgu u Jeruzalemu, što su Židovi smatrali užasnim činom.
Isus kao odgovor na pitanje pismoznanca priča prispodobu. Neki čovjek putovao je od Jeruzalema do Jerihona. Razbojnici su ga opljačkali kraj ceste i ostavili ga polumrtva. To se ponekad događalo i u stvarnosti u to vrijeme. Putem je prolazio židovski svećenik i samo je prošao. Malo kasnije prolazio je i levit i učinio isto. Nakon toga prolazio je Samarijanac, vjerojatno trgovac. Njega je jako pogodilo, što je našao polumrtvog čovjeka, sažalio se i pomogao mu. Rane mu je povio polivši ih uljem i vinom. Odveo ga je u gostinjac i dao novce gostioničaru, da se pobrine za čovjeka. 
Nakon što je izrekao prispodobu Isus pita pismoznanca, koji je od trojice bio bližnji čovjeku koji je stradao od razbojnika. Pismoznanac odgovori: "Onaj koji mu iskaza milosrđe (Lk 10, 37)." Isus mu kaže neka i on tako čini.
Teolozi vide prispodobu kao alegoriju. Čovjek koji je pao među razbojnike jest čovjek općenito. Isus je milosrdni Samarijanac, a gostinjac je Crkva. Srednjovjekovni su teolozi sliku orobljenog čovjeka vidjeli kao primjer čovjekovog otuđenja. Čovjek je ostao bez darovana sjaja nadnaravne milosti i ranjen je u svojoj naravi. Cesta od Jeruzalema do Jerihona slika je svjetske povijesti. Svećenik i levit koji nisu pomogli znak su da iz povijesti, kulture i religije ne dolazi spasenje. Milosrdni Samarijanac može se gledati kao slika Isusa, koji je za ljude bio stranac i dalek, našao je izranjenog čovjeka i jedino ga je On mogao spasiti. Rane mu je polio uljem i vinom, što je simbol svetih sakramenata. Samarijanac je odveo izranjenog čovjeka u gostinjac, što je slika Crkve, kojoj Isus prepušta izranjene ljude na duhovnu njegu. Isus je prispodobom želio poručiti, da je bližnji svaki čovjek u nevolji, makar bio i neprijatelj i stranac.

## Unutarnje poveznice
- Isusove prispodobe